# Gouvernement Lula da Silva III
Pour les articles homonymes, voir Gouvernement Lula.
République fédérative du Brésil
Bolsonaro 
Le gouvernement Lula da Silva III (en portugais : Governo Lula III) est le cabinet chargé du pouvoir exécutif au sein du gouvernement fédéral du Brésil en fonction depuis le 1er janvier 2023.
Il s'agit du troisième gouvernement et mandat du président de gauche Luiz Inácio Lula da Silva (PT).
Victorieux à l'issue d'une élection polarisée face à Jair Bolsonaro, il annonce un gouvernement historiquement divers avec notamment onze femmes ministres nommées, mais annonce également un élargissement de sa coalition gouvernementale vers le centre et le centre-droit avec des ministres issus du PSD, de l'UNIÃO et du MDB afin de gouverner face à un Congrès à majorité conservatrice.

## Contexte
Dans une interview accordée au magazine français Paris Match le 20 mai 2021, Lula a confirmé qu'il était pré-candidat à l'élection présidentielle brésilienne de 2022,.
Le 13 avril 2022, la direction nationale du Parti des travailleurs (PT) a approuvé la nomination de l'ancien gouverneur de São Paulo Geraldo Alckmin (PSB) au poste de vice-président sur la liste qui participerait à l'élection présidentielle cette année-là. Le ticket Lula/Alckmin a été officialisé le 7 mai, dans une coalition regroupant le PT, le PSB, le PCdoB, le Parti vert et la Fédération PSOL REDE,. La coalition de partis est la plus nombreuse enregistrée parmi tous les candidats en lice et de l'histoire, la candidature de Lula ayant le soutien formel d'une alliance de neuf partis.
Le 2 octobre, à l'issue du premier tour, Lula est en tête, avec 48,43 % des voix, qualifié pour le second tour avec Jair Bolsonaro, qui a recueilli 43,20 % des voix. Lula a été élu au second tour, le 30 octobre, étant le premier président du Brésil élu pour trois mandats et le premier après Getúlio Vargas avec des mandats non consécutifs, et le deuxième président le plus pérenne après Vargas. Il prend ses fonctions le 1er janvier 2023.

## Historique

### Période de transition
Dans son discours post-victoire, Lula a adopté un ton modéré, affirmant qu'il entend « pacifier le pays », mais a indirectement qualifié son adversaire politique, Jair Bolsonaro, d'autoritaire et de fasciste, disant qu'il a vaincu l'autoritarisme et le fascisme, comme il faisait déjà référence à de nombreuses reprises durant la campagne électorale, soulignant les différentes propositions et déclarations limites du président sortant,,, et plus tard, avant de prendre ses fonctions, il a déclaré : « Nous allons devoir vaincre le bolsonarisme dans les rues », dans une campagne marquée par la polarisation et le manichéisme, dans laquelle la campagne de Lula tentait de le caractériser comme la seule alternative au second tour pour ceux qui croyaient en la démocratie, tandis que Bolsonaro cherchait à associer Lula au communisme et à des régimes antidémocratiques de gauche comme ceux du Venezuela, de Cuba, et du Nicaragua, historiquement et toujours soutenus par son parti, le Parti des travailleurs et par Lula lui-même.
Le nouveau gouvernement sera confronté à un Congrès très conservateur, avec de nombreux ministres sortants et personnalités proches du bolsonarisme occupant des sièges au parlement, notamment incarné par le Parti libéral (PL).

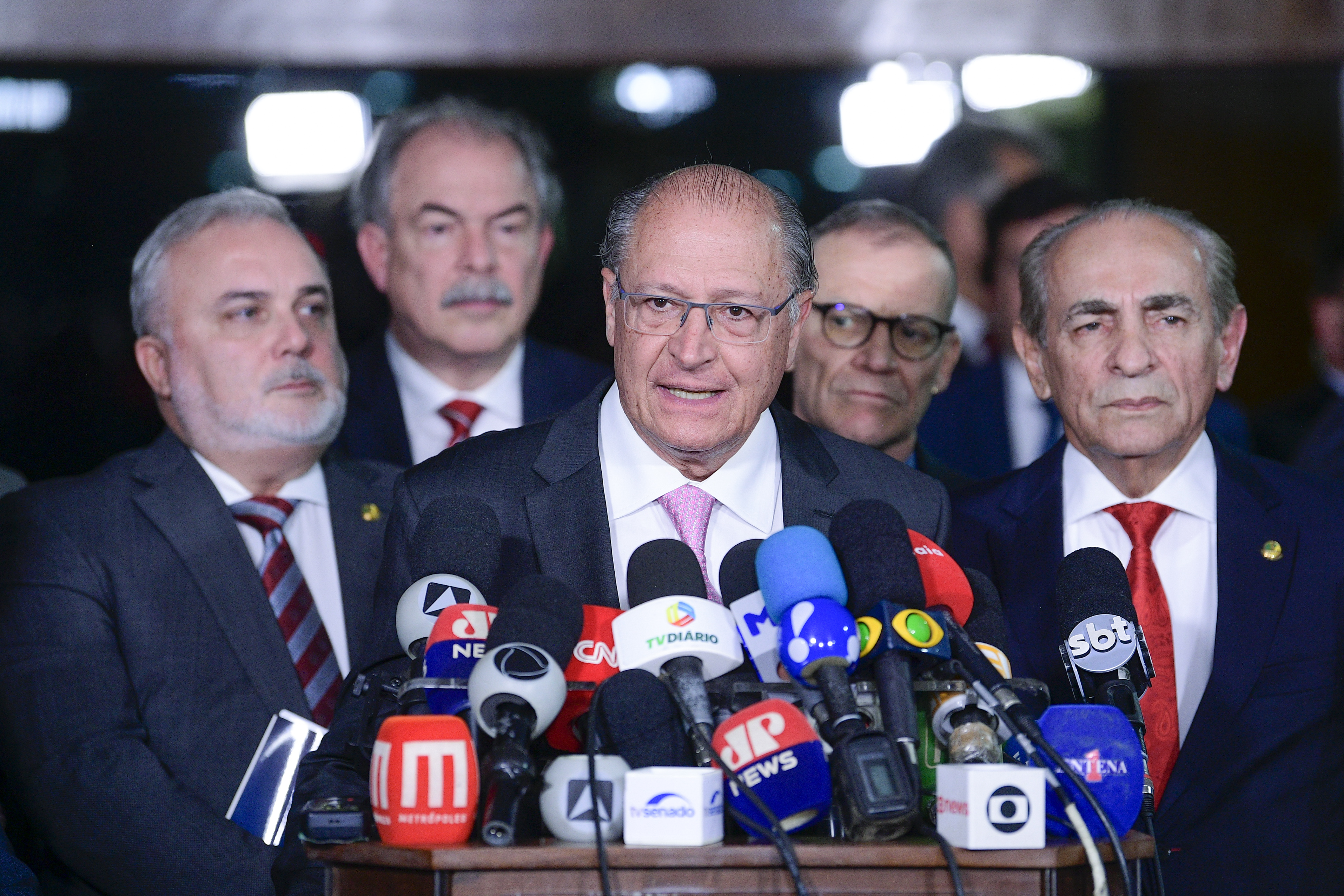
Le vice-président élu Geraldo Alckmin lors d'une conférence de presse le 3 novembre 2022.

Le 1er novembre 2022, le vice-président élu Geraldo Alckmin a été nommé coordinateur de l'équipe de transition du gouvernement. Le 3, Alckmin et le Chef de cabinet civil de la présidence de la République sortant, Ciro Nogueira, se sont rencontrés pour amorcer la transition de gouvernement. Alckmin a également rencontré des dirigeants politiques en vue de modifier le budget fédéral en 2022 et le PEC de Transição (PEC de transition), afin de rendre réalisables les objectifs du futur gouvernement.
L'équipe de transition de Lula, composée officiellement de 913 membres, est considérée comme la plus importante de l'histoire du Brésil. Malgré cela, la plupart sont des bénévoles et seuls 20 membres sont rémunérés, bien que la législation autorise jusqu'à 50 postes avec des salaires allant de 2 701 à 17 327 reais. Au 20 novembre 2022, alors que l'équipe comptait encore environ 300 membres, elle était composée de personnes de différentes régions du pays (différentes de l'équipe de transition du gouvernement précédent), avec 64 % d'hommes, 1/3 appartenant au Parti des travailleurs, jusqu'alors majoritairement originaire de São Paulo, et de diverses ethnies. Les Blancs représentaient 75 %, tandis que les noirs représentaient 18 %. Il y avait aussi 11 autochtones (3,8 % du total) et quatre membres d'origine asiatique. La professeure et avocate Sheila de Carvalho, militante des droits de l'homme et membre de l'équipe de transition, a déclaré que : « c'est l'équipe de transition la plus diversifiée de l'histoire du pays ».

### Formation et représentation partisane

Logo du gouvernement Lula da Silva III.

Malgré le fait qu'il n'ait pas encore officialisé ses choix, Lula a confirmé, le 1er décembre, que l'avocat Fernando Haddad, ancien maire de São Paulo et ancien ministre de l'Éducation, serait ministre des Finances, que le diplomate Mauro Vieira serait ministre des Relations extérieures, l'ancien ministre de la Cour fédérale des comptes José Mucio Monteiro (pt) ministre de la Défense et l'ex-gouverneur du Maranhão, Flávio Dino, ministre de la Justice et de la Sécurité publique. Le 9 décembre, Rui Costa est nommé Chef de cabinet civil de la présidence de la République.
Le 17 décembre 2022, Rui Costa annonce le nombre de ministères du troisième gouvernement de Lula qui passe à trente sept, contre vingt trois dans le gouvernement sortant de Jair Bolsonaro.
Le 22 décembre, Lula annonce la majorité de ses ministres de son gouvernement et dévoile seize noms et portefeuilles, notamment le portefeuille de la Santé, Margareth Menezes à la Culture, Alckmin au Développement, Alexandre Padilha aux Relations institutionnelles par exemple,.
Le 29 décembre, Lula annonce les dernières nominations des ministres, avec notamment l'émergence au sein de la coalition de nouveaux alliés issus du centre, après plusieurs semaines d'intenses négociations, qui sont nommés aux portefeuilles du Tourisme, à la Mine et à l'Énergie, la Ville, la Pêche par exemple, ainsi que l'annonce de la nomination remarquée de la première ministre des Peuples autochtones, Sônia Guajajara.
Au sein du gouvernement, sur trente-sept ministres, douze appartiennent au PT, trois au PSB, mais également un ministre du PCdoB, du PSOL et REDE (en), c'est-à-dire la coalition à l'issue des élections. Mais également, Lula décide d'élargir la coalition vers le centre de l'échiquier avec 9 ministres, afin de gouverner, avec trois ministres au PSD et à l'UNIÃO (officiellement indépendant au Congrès,), deux au MDB, et un au PTB.
Mais également, le gouvernement est le plus diversifié de l'histoire du Brésil depuis le retour à la démocratie, avec onze femmes ministres nommées, cinq personnes noires et une femme issue des peuples autochtones également nommé à un portefeuille,.

### Remaniements et démissions

#### Remaniements de juillet et septembre 2023
La première modification d'un ministre a lieu en juillet 2023, quelques mois après l'investiture du président Lula. La ministre Daniela do Waguinho, après avoir quitté UNIÃO, quitte le portefeuille du Tourisme, réservé au portefeuille du parti du centrão. Elle est remplacée par Celso Sabino (pt) au portefeuille.
Le 6 septembre 2023, le premier remaniement de plusieurs ministres est effectué, afin d'élargir la majorité du président Lula à deux partis du centrão (ou centre droit). Le député André Fufuca (PP) est nommé en tant que ministre des Sports, il remplace Ana Moser, tandis que Sílvio Costa Filho (pt) (REPUBLICANOS) est nommé ministre des Ports et Aéroports. L'ancien ministre Marcio França (pt) (PSB) est nommé au nouveau ministère de l'Entrepreneuriat, des Microentreprises et des Petites entreprises, afin de ne pas perdre le soutien du Parti socialiste brésilien.

#### Démissions de janvier et septembre 2024
Le mercredi 31 janvier 2024, Lula a démis de ses fonctions le ministre de la Justice Flávio Dino (PSB), après l'avoir nommé en tant que ministre du Tribunal suprême fédéral (STF) au poste laissé vacant par Rosa Weber. Le président nomme Ricardo Levandowski (pt), ancien membre de la Cour suprême.
Le 6 septembre 2024, le ministre des Droits de l'Homme Silvio Almeida (Indép.), a été démis de ses fonctions par Lula après les révélations de l'ONG Me Too Brasil de plusieurs plaintes pour harcèlement sexuel à l'encontre du ministre. Le 9 septembre, Lula annonce que la députée de l’État de Minas Gerais, Macaé Evaristo (pt) (PT), est nommée ministre des Droits de l'Homme et de la Citoyenneté.

## Composition

### Initiale (1erjanvier 2023)
| Image                                     | Portefeuille | Titulaire | Titulaire                                 | Parti      |
| ----------------------------------------- | --- | --------- | ----------------------------------------- | ---------- |
|                                           | Président de la République                                                                                       |           | Luiz Inácio Lula da Silva                 | PT         |
|                                           | Vice-président de la République Ministre du Développement, de l'Industrie, du Commerce extérieur et des Services |           | Geraldo Alckmin                           | PSB        |
|                                           | Ministre de l'Agriculture et de l'Élevage                                                                        |           | Carlos Fávaro                             | PSD        |
|                                           | Ministre des Communications                                                                                      |           | Juscelino Filho                           | UNIÃO      |
|                                           | Ministre de la Culture                                                                                           |           | Margareth Menezes                         | Indép.     |
|                                           | Ministre de la Défense                                                                                           |           | José Múcio Monteiro (pt)                  | PTB        |
|                                           | Ministre du Développement agraire                                                                                |           | Paulo Teixeira                            | PT         |
|                                           | Ministre du Développement et de l'Assistance sociale, de la Famille et de la Lutte contre la faim                |           | Wellington Dias                           | PT         |
|                                           | Ministre des Droits de l'Homme et de la Citoyenneté                                                              |           | Silvio Almeida                            | Indép.     |
|                                           | Ministre de l'Éducation                                                                                          |           | Camilo Santana                            | PT         |
|                                           | Ministre de l'Égalité raciale                                                                                    |           | Anielle Franco                            | PT         |
|                                           | Ministre de l'Environnement et du Changement climatique                                                          |           | Marina Silva                              | REDE (en)  |
|                                           | Ministre des Femmes                                                                                              |           | Cida Gonçalves                            | PT         |
|                                           | Ministre des Finances                                                                                            |           | Fernando Haddad                           | PT         |
|                                           | Ministre de la Gestion et de l'Innovation dans les services publics                                              |           | Esther Dweck (pt)                         | Indép.     |
|                                           | Ministre de l'Intégration et du Développement régional                                                           |           | Waldez Góes                               | PDT-UNIÃO, |
|                                           | Ministre de la Justice et de la Sécurité publique                                                                |           | Flávio Dino                               | PSB        |
|                                           | Ministre des Mines et de l'Énergie                                                                               |           | Alexandre Silveira (pt)                   | PSD        |
|                                           | Ministre de la Pêche                                                                                             |           | André de Paula                            | PSD        |
|                                           | Ministre des Peuples autochtones                                                                                 |           | Sônia Guajajara                           | PSOL       |
|                                           | Ministre de la Planification et du Budget                                                                        |           | Simone Tebet                              | MDB        |
|                                           | Ministre des Ports et des Aéroports                                                                              |           | Marcio França (pt)                        | PSB        |
|                                           | Ministre des Relations extérieures                                                                               |           | Mauro Vieira                              | Indép.     |
|                                           | Ministre des Relations institutionnelles                                                                         |           | Alexandre Padilha                         | PT         |
|                                           | Ministre de la Santé                                                                                             |           | Nísia Trindade (pt)                       | Indép.     |
|                                           | Ministre de la Sécurité sociale                                                                                  |           | Carlos Lupi                               | PDT        |
|                                           | Ministre des Sciences, de la Technologie et de l'Innovation                                                      |           | Luciana Santos                            | PCdoB      |
|                                           | Ministre des Sports                                                                                              |           | Ana Moser                                 | Indép.     |
|                                           | Ministre du Tourisme                                                                                             |           | Daniela do Waguinho (jusqu'au 14/07/2023) | UNIÃO      |
|                                           | Ministre du Tourisme                                                                                             |           | Celso Sabino (pt)                         | UNIÃO      |
|                                           | Ministre des Transports                                                                                          |           | Renan Filho (pt)                          | MDB        |
|                                           | Ministre du Travail et de l'Emploi                                                                               |           | Luiz Marinho (pt)                         | PT         |
|                                           | Ministre des Villes                                                                                              |           | Jader Barbalho Filho                      | MDB        |
|                                           | Ministre de l'Entrepreneuriat, des Microentreprises et des Petites entreprises                                   |           | Marcio França (pt)                        | PSB        |
| Organismes ayant le statut de ministère   | |           |                                           |            |
|                                           | Chef de cabinet civil de la présidence de la République                                                          |           | Rui Costa                                 | PT         |
|                                           | Procureur général                                                                                                |           | Jorge Messias (pt)                        | PT         |
|                                           | Contrôleur général fédéral                                                                                       |           | Vinícius Marques de Carvalho              | Indép.     |
|                                           | Chef de cabinet de la Sécurité institutionnelle                                                                  |           | Gonçalves Dias (pt) (jusqu'en 04/2023)    | Indép.     |
|                                           | Chef de cabinet de la Sécurité institutionnelle                                                                  |           | Ricardo Cappelli (pt) (intérim)           | PSB        |
|                                           | Chef de cabinet de la Sécurité institutionnelle                                                                  |           | Marcos Antonio Amaro dos Santos (pt)      | Indép.     |
| Secrétariats ayant le statut de ministère | |           |                                           |            |
|                                           | Secrétaire général de la présidence de la République                                                             |           | Márcio Macêdo (pt)                        | PT         |
|                                           | Secrétaire spécial à la communication sociale                                                                    |           | Paulo Pimenta (pt)                        | PT         |

### Remaniement du 6 septembre 2023
- Les nouveaux ministres sont indiqués en gras, ceux ayant changé d'attributions en italique.

| Image                                     | Portefeuille | Titulaire | Titulaire                                               | Parti        |
| ----------------------------------------- | --- | --------- | ------------------------------------------------------- | ------------ |
|                                           | Président de la République                                                                                       |           | Luiz Inácio Lula da Silva                               | PT           |
|                                           | Vice-président de la République Ministre du Développement, de l'Industrie, du Commerce extérieur et des Services |           | Geraldo Alckmin                                         | PSB          |
|                                           | Ministre de l'Agriculture et de l'Élevage                                                                        |           | Carlos Fávaro                                           | PSD          |
|                                           | Ministre des Communications                                                                                      |           | Juscelino Filho                                         | UNIÃO        |
|                                           | Ministre de la Culture                                                                                           |           | Margareth Menezes                                       | Indép.       |
|                                           | Ministre de la Défense                                                                                           |           | José Múcio Monteiro (pt)                                | PTB          |
|                                           | Ministre du Développement agraire                                                                                |           | Paulo Teixeira                                          | PT           |
|                                           | Ministre du Développement et de l'Assistance sociale, de la Famille et de la Lutte contre la faim                |           | Wellington Dias                                         | PT           |
|                                           | Ministre des Droits de l'Homme et de la Citoyenneté                                                              |           | Silvio Almeida                                          | Indép.       |
|                                           | Ministre de l'Éducation                                                                                          |           | Camilo Santana                                          | PT           |
|                                           | Ministre de l'Égalité raciale                                                                                    |           | Anielle Franco                                          | PT           |
|                                           | Ministre de l'Environnement et du Changement climatique                                                          |           | Marina Silva                                            | REDE (en)    |
|                                           | Ministre des Femmes                                                                                              |           | Cida Gonçalves                                          | PT           |
|                                           | Ministre des Finances                                                                                            |           | Fernando Haddad                                         | PT           |
|                                           | Ministre de la Gestion et de l'Innovation dans les services publics                                              |           | Esther Dweck (pt)                                       | Indép.       |
|                                           | Ministre de l'Intégration et du Développement régional                                                           |           | Waldez Góes                                             | PDT-UNIÃO,   |
|                                           | Ministre de la Justice et de la Sécurité publique                                                                |           | Flávio Dino                                             | PSB          |
|                                           | Ministre de la Justice et de la Sécurité publique                                                                |           | Ricardo Lewandowski (pt) (à partir du 1er février 2024) | Indép.       |
|                                           | Ministre des Mines et de l'Énergie                                                                               |           | Alexandre Silveira (pt)                                 | PSD          |
|                                           | Ministre de la Pêche                                                                                             |           | André de Paula                                          | PSD          |
|                                           | Ministre des Peuples autochtones                                                                                 |           | Sônia Guajajara                                         | PSOL         |
|                                           | Ministre de la Planification et du Budget                                                                        |           | Simone Tebet                                            | MDB          |
|                                           | Ministre des Ports et des Aéroports                                                                              |           | Sílvio Costa Filho (pt)                                 | REPUBLICANOS |
|                                           | Ministre des Relations extérieures                                                                               |           | Mauro Vieira                                            | Indép.       |
|                                           | Ministre des Relations institutionnelles                                                                         |           | Alexandre Padilha                                       | PT           |
|                                           | Ministre de la Santé                                                                                             |           | Nísia Trindade (pt)                                     | Indép.       |
|                                           | Ministre de la Sécurité sociale                                                                                  |           | Carlos Lupi                                             | PDT          |
|                                           | Ministre des Sciences, de la Technologie et de l'Innovation                                                      |           | Luciana Santos                                          | PCdoB        |
|                                           | Ministre des Sports                                                                                              |           | André Fufuca                                            | PP           |
|                                           | Ministre du Tourisme                                                                                             |           | Celso Sabino (pt)                                       | UNIÃO        |
|                                           | Ministre des Transports                                                                                          |           | Renan Filho (pt)                                        | MDB          |
|                                           | Ministre du Travail et de l'Emploi                                                                               |           | Luiz Marinho (pt)                                       | PT           |
|                                           | Ministre des Villes                                                                                              |           | Jader Barbalho Filho                                    | MDB          |
|                                           | Ministre de l'Entrepreneuriat, des Microentreprises et des Petites entreprises                                   |           | Marcio França (pt)                                      | PSB          |
| Organismes ayant le statut de ministère   | |           |                                                         |              |
|                                           | Chef de cabinet civil de la présidence de la République                                                          |           | Rui Costa                                               | PT           |
|                                           | Procureur général                                                                                                |           | Jorge Messias (pt)                                      | PT           |
|                                           | Contrôleur général fédéral                                                                                       |           | Vinícius Marques de Carvalho                            | Indép.       |
|                                           | Chef de cabinet de la Sécurité institutionnelle                                                                  |           | Marcos Antonio Amaro dos Santos (pt)                    | Indép.       |
| Secrétariats ayant le statut de ministère | |           |                                                         |              |
|                                           | Secrétaire général de la présidence de la République                                                             |           | Márcio Macêdo (pt)                                      | PT           |
|                                           | Secrétaire spécial à la communication sociale                                                                    |           | Paulo Pimenta (pt)                                      | PT           |

### Remaniement de février et mars 2025
- Les nouveaux ministres sont indiqués en gras, ceux ayant changé d'attributions en italique.

| Image                                     | Portefeuille | Titulaire | Titulaire                               | Parti                |
| ----------------------------------------- | --- | --------- | --------------------------------------- | -------------------- |
|                                           | Président de la République                                                                                       |           | Luiz Inácio Lula da Silva               | PT                   |
|                                           | Vice-président de la République Ministre du Développement, de l'Industrie, du Commerce extérieur et des Services |           | Geraldo Alckmin                         | PSB                  |
|                                           | Ministre de l'Agriculture et de l'Élevage                                                                        |           | Carlos Fávaro                           | PSD                  |
|                                           | Ministre des Communications                                                                                      |           | Juscelino Filho (jusqu'au 9 avril 2025) | UNIÃO                |
|                                           | Ministre de la Culture                                                                                           |           | Margareth Menezes                       | Indép.               |
|                                           | Ministre de la Défense                                                                                           |           | José Múcio Monteiro (pt)                | PTB                  |
|                                           | Ministre du Développement agraire                                                                                |           | Paulo Teixeira                          | PT                   |
|                                           | Ministre du Développement et de l'Assistance sociale, de la Famille et de la Lutte contre la faim                |           | Wellington Dias                         | PT                   |
|                                           | Ministre des Droits de l'Homme et de la Citoyenneté                                                              |           | Macaé Evaristo                          | PT                   |
|                                           | Ministre de l'Éducation                                                                                          |           | Camilo Santana                          | PT                   |
|                                           | Ministre de l'Égalité raciale                                                                                    |           | Anielle Franco                          | PT                   |
|                                           | Ministre de l'Environnement et du Changement climatique                                                          |           | Marina Silva                            | REDE (en)            |
|                                           | Ministre des Femmes                                                                                              |           | Cida Gonçalves                          | PT                   |
|                                           | Ministre des Finances                                                                                            |           | Fernando Haddad                         | PT                   |
|                                           | Ministre de la Gestion et de l'Innovation dans les services publics                                              |           | Esther Dweck (pt)                       | Indép.               |
|                                           | Ministre de l'Intégration et du Développement régional                                                           |           | Waldez Góes                             | PDT-UNIÃO,           |
|                                           | Ministre de la Justice et de la Sécurité publique                                                                |           | Ricardo Lewandowski (pt)                | Indép.               |
|                                           | Ministre des Mines et de l'Énergie                                                                               |           | Alexandre Silveira (pt)                 | PSD                  |
|                                           | Ministre de la Pêche                                                                                             |           | André de Paula                          | PSD                  |
|                                           | Ministre des Peuples autochtones                                                                                 |           | Sônia Guajajara                         | PSOL                 |
|                                           | Ministre de la Planification et du Budget                                                                        |           | Simone Tebet                            | MDB                  |
|                                           | Ministre des Ports et des Aéroports                                                                              |           | Sílvio Costa Filho (pt)                 | REPUBLICANOS         |
|                                           | Ministre des Relations extérieures                                                                               |           | Mauro Vieira                            | Indép.               |
|                                           | Ministre des Relations institutionnelles                                                                         |           | Gleisi Hoffmann                         | PT                   |
|                                           | Ministre de la Santé                                                                                             |           | Alexandre Padilha                       | PT                   |
|                                           | Ministre de la Sécurité sociale                                                                                  |           | Carlos Lupi                             | PDT                  |
|                                           | Ministre des Sciences, de la Technologie et de l'Innovation                                                      |           | Luciana Santos                          | PCdoB                |
|                                           | Ministre des Sports                                                                                              |           | André Fufuca                            | PP                   |
|                                           | Ministre du Tourisme                                                                                             |           | Celso Sabino (pt)                       | UNIÃO                |
|                                           | Ministre des Transports                                                                                          |           | Renan Filho (pt)                        | MDB                  |
|                                           | Ministre du Travail et de l'Emploi                                                                               |           | Luiz Marinho (pt)                       | PT                   |
|                                           | Ministre des Villes                                                                                              |           | Jader Barbalho Filho                    | MDB                  |
|                                           | Ministre de l'Entrepreneuriat, des Microentreprises et des Petites entreprises                                   |           | Marcio França (pt)                      | PSB                  |
| Organismes ayant le statut de ministère   | |           |                                         |                      |
|                                           | Chef de cabinet civil de la présidence de la République                                                          |           | Rui Costa                               | PT                   |
|                                           | Procureur général                                                                                                |           | Jorge Messias (pt)                      | PT                   |
|                                           | Contrôleur général fédéral                                                                                       |           | Vinícius Marques de Carvalho            | Indép.               |
|                                           | Chef de cabinet de la Sécurité institutionnelle                                                                  |           | Marcos Antonio Amaro dos Santos (pt)    | Indép.               |
| Secrétariats ayant le statut de ministère | |           |                                         |                      |
|                                           | Secrétaire général de la présidence de la République                                                             |           | Márcio Macêdo (pt)                      | PT                   |
|                                           | Secrétaire spécial à la communication sociale                                                                    |           | Sidônio Palmeira                        | Indép., proche du PT |

### Remaniement d'avril et mai 2025
- Les nouveaux ministres sont indiqués en gras, ceux ayant changé d'attributions en italique.

| Image                                     | Portefeuille | Titulaire | Titulaire                            | Parti                   |
| ----------------------------------------- | --- | --------- | ------------------------------------ | ----------------------- |
|                                           | Président de la République                                                                                       |           | Luiz Inácio Lula da Silva            | PT                      |
|                                           | Vice-président de la République Ministre du Développement, de l'Industrie, du Commerce extérieur et des Services |           | Geraldo Alckmin                      | PSB                     |
|                                           | Ministre de l'Agriculture et de l'Élevage                                                                        |           | Carlos Fávaro                        | PSD                     |
|                                           | Ministre des Communications                                                                                      |           | Frederico de Siqueira Filho          | Indép., proche d'UNIÃO, |
|                                           | Ministre de la Culture                                                                                           |           | Margareth Menezes                    | Indép.                  |
|                                           | Ministre de la Défense                                                                                           |           | José Múcio Monteiro (pt)             | PTB                     |
|                                           | Ministre du Développement agraire                                                                                |           | Paulo Teixeira                       | PT                      |
|                                           | Ministre du Développement et de l'Assistance sociale, de la Famille et de la Lutte contre la faim                |           | Wellington Dias                      | PT                      |
|                                           | Ministre des Droits de l'Homme et de la Citoyenneté                                                              |           | Macaé Evaristo                       | PT                      |
|                                           | Ministre de l'Éducation                                                                                          |           | Camilo Santana                       | PT                      |
|                                           | Ministre de l'Égalité raciale                                                                                    |           | Anielle Franco                       | PT                      |
|                                           | Ministre de l'Environnement et du Changement climatique                                                          |           | Marina Silva                         | REDE (en)               |
|                                           | Ministre des Femmes                                                                                              |           | Márcia Lopes (pt)                    | PT                      |
|                                           | Ministre des Finances                                                                                            |           | Fernando Haddad                      | PT                      |
|                                           | Ministre de la Gestion et de l'Innovation dans les services publics                                              |           | Esther Dweck (pt)                    | Indép.                  |
|                                           | Ministre de l'Intégration et du Développement régional                                                           |           | Waldez Góes                          | PDT-UNIÃO,              |
|                                           | Ministre de la Justice et de la Sécurité publique                                                                |           | Ricardo Lewandowski (pt)             | Indép.                  |
|                                           | Ministre des Mines et de l'Énergie                                                                               |           | Alexandre Silveira (pt)              | PSD                     |
|                                           | Ministre de la Pêche                                                                                             |           | André de Paula                       | PSD                     |
|                                           | Ministre des Peuples autochtones                                                                                 |           | Sônia Guajajara                      | PSOL                    |
|                                           | Ministre de la Planification et du Budget                                                                        |           | Simone Tebet                         | MDB                     |
|                                           | Ministre des Ports et des Aéroports                                                                              |           | Sílvio Costa Filho (pt)              | REPUBLICANOS            |
|                                           | Ministre des Relations extérieures                                                                               |           | Mauro Vieira                         | Indép.                  |
|                                           | Ministre des Relations institutionnelles                                                                         |           | Gleisi Hoffmann                      | PT                      |
|                                           | Ministre de la Santé                                                                                             |           | Alexandre Padilha                    | PT                      |
|                                           | Ministre de la Sécurité sociale                                                                                  |           | Wolney Queiroz (pt)                  | PDT                     |
|                                           | Ministre des Sciences, de la Technologie et de l'Innovation                                                      |           | Luciana Santos                       | PCdoB                   |
|                                           | Ministre des Sports                                                                                              |           | André Fufuca                         | PP                      |
|                                           | Ministre du Tourisme                                                                                             |           | Celso Sabino (pt)                    | UNIÃO                   |
|                                           | Ministre des Transports                                                                                          |           | Renan Filho (pt)                     | MDB                     |
|                                           | Ministre du Travail et de l'Emploi                                                                               |           | Luiz Marinho (pt)                    | PT                      |
|                                           | Ministre des Villes                                                                                              |           | Jader Barbalho Filho                 | MDB                     |
|                                           | Ministre de l'Entrepreneuriat, des Microentreprises et des Petites entreprises                                   |           | Marcio França (pt)                   | PSB                     |
| Organismes ayant le statut de ministère   | |           |                                      |                         |
|                                           | Chef de cabinet civil de la présidence de la République                                                          |           | Rui Costa                            | PT                      |
|                                           | Procureur général                                                                                                |           | Jorge Messias (pt)                   | PT                      |
|                                           | Contrôleur général fédéral                                                                                       |           | Vinícius Marques de Carvalho         | Indép.                  |
|                                           | Chef de cabinet de la Sécurité institutionnelle                                                                  |           | Marcos Antonio Amaro dos Santos (pt) | Indép.                  |
| Secrétariats ayant le statut de ministère | |           |                                      |                         |
|                                           | Secrétaire général de la présidence de la République                                                             |           | Márcio Macêdo (pt)                   | PT                      |
|                                           | Secrétaire spécial à la communication sociale                                                                    |           | Sidônio Palmeira                     | Indép., proche du PT    |